# GSイラクリス・テッサロニキ
GSイラクリス・テッサロニキ（Gymnasticos Syllogos Thessalonikis "Iraklis" (ギリシア語: Γυμναστικός Σύλλογος Θεσσαλονίκης «ο Ηρακλής», 英語: Thessaloniki Gymnastics Club "Heracles")）は、ギリシャ・テッサロニキに本拠地を置く総合スポーツクラブ。
前身は1899年から始まった芸術クラブで、スポーツクラブではなかった。1903年にクラブが体育館を建築し、Makedonikos G.S.の名で水泳とサイクリングの部門を設立。続いて急速に普及し人気スポーツとなっていたサッカー部門を設立した。その後財政難から他チームとの合併を経て、1908年にイラクリスが発足した。当時テッサロニキはオスマン帝国の支配下にあったため、Ottoman Hellenic Club of Thessaloniki - Iraklisと名乗っていた。
クラブ名のイラクリスはギリシャ神話の半神半人の英雄ヘーラクレースに由来する。

## チーム
- イラクリスFC（1908年創設） - サッカー
- イラクリスVC（1921年創設） - バレーボール
- イラクリスBC（1924年創設） - バスケットボール
- イラクリス・トラック・アンド・フィールド（1908年創設） - 陸上競技
- イラクリス・ハンドボール（1994年創設） - ハンドボール
- イラクリス・ラグビーユニオン（2005年創設） - ラグビー
- イラクリス・アイスホッケー（2009年創設） - アイスホッケー
- イラクリス・ウォーターポロ（1975年創設） - 水球
- イラクリス・スイミング（1975年創設） - 水泳
- イラクリス・シンクロナイズドスイミング（1998年創設） - シンクロナイズドスイミング
- イラクリス・フリースタイルレスリング（1967年創設） - レスリング
- イラクリス・柔道（1979年創設） - 柔道
- イラクリス・アマチュアボクシング（1965年創設） - アマチュアボクシング
- イラクリス・ウエイトリフティング（1967年創設） - ウエイトリフティング
- イラクリス・サイクリング（1972年創設） - 自転車競技
- イラクリス・フェンシング（1972年創設） - フェンシング

## タイトル

### サッカー
- ギリシャカップ
  - 1976年
- バルカン・カップ
  - 1985年

### バレーボール
- ギリシャリーグ
  - 2002年、2005年、2007年、2008年
- ギリシャカップ
  - 2000年、2002年、2004年、2005年、2006年
- ギリシャスーパーカップ
  - 2004年、2005年、2007年、2008年

### バスケットボール

#### 男子
- ギリシャリーグ
  - 1928年、1935年

#### 女子
- ギリシャリーグ
  - 1968年、1971年、1972年